# میکروسکوپ وارونه

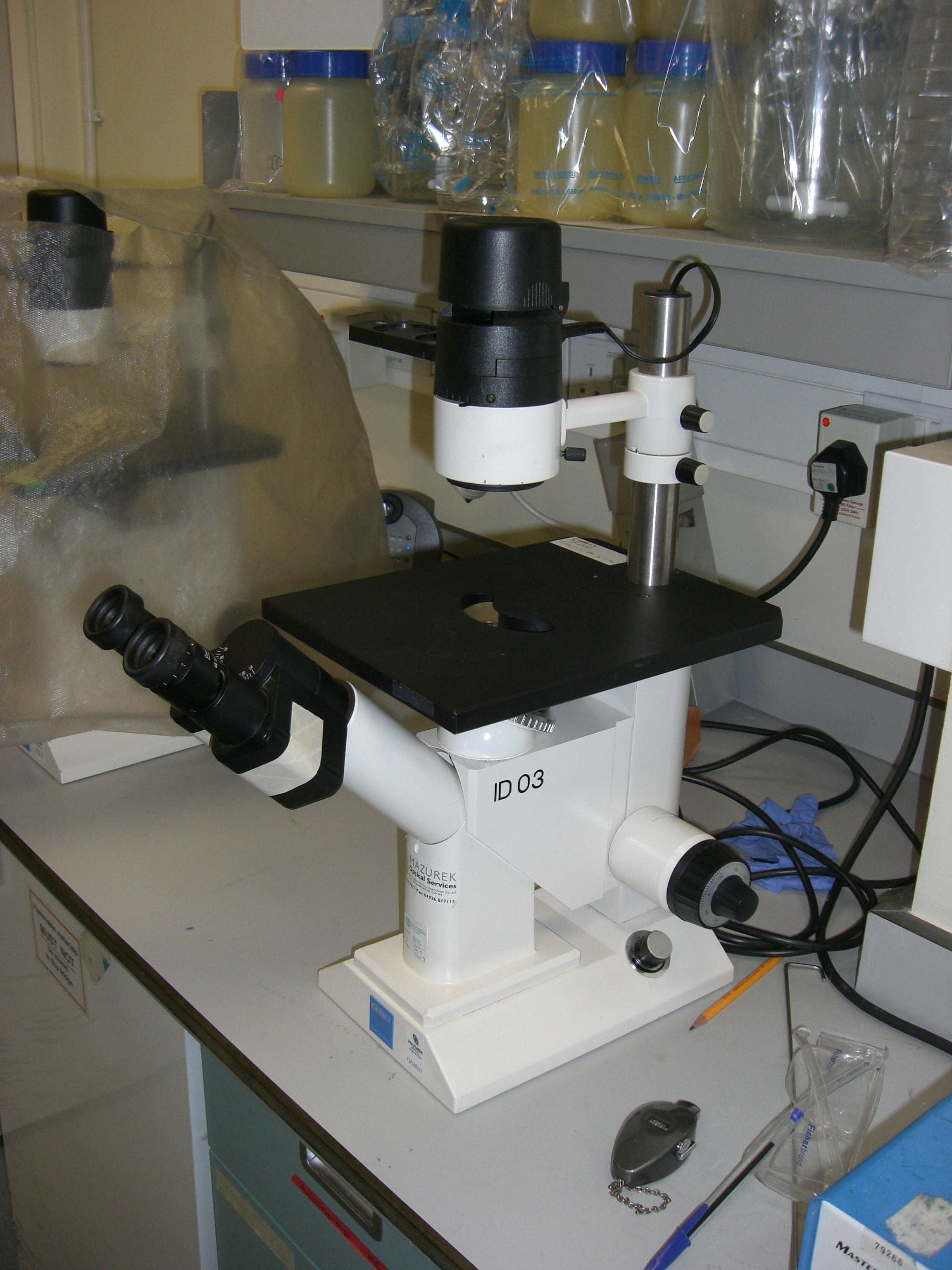
یک میکروسکوپ وارونه برای کشت بافت.

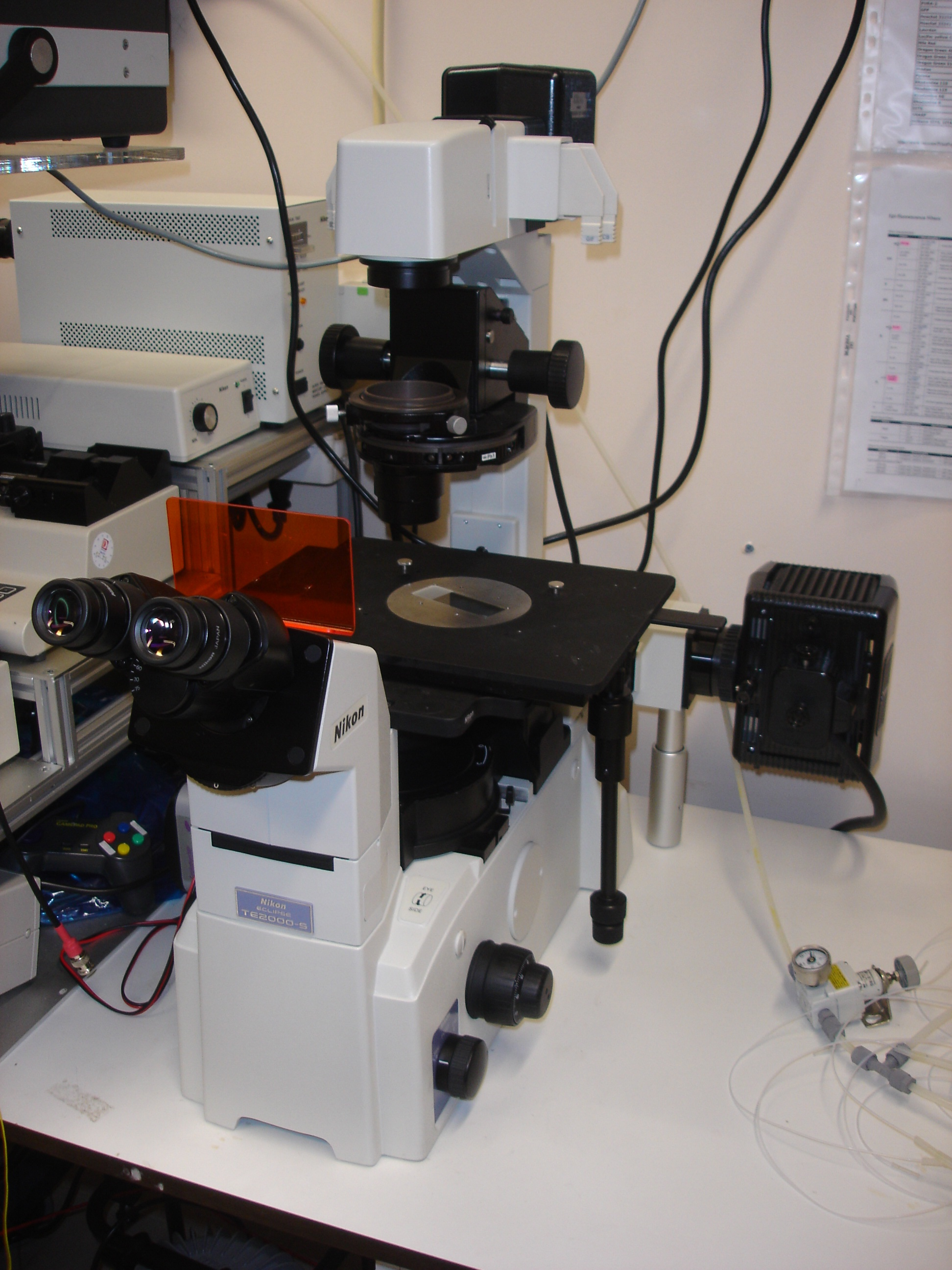
یک میکروسکوپ وارونه برای ریزبینی فلورسانس.

میکروسکوپ وارونه یا میکروسکوپ معکوس، میکروسکوپی است که منبع نوری و کوندانسور آن در قسمت فوقانی آن، بالای صفحهٔ قرارگیری نمونه و عدسی شیئی آن پایین محل قرارگیری نمونه قرار دارد. در المنتور عمودی نور از منبع که معمولاً یک لامپ هالوژن ۱۲ ولت و ۱۰۰ یا ۵۰ وات است، حرکت می‌کند.
این میکروسکوپ در سال ۱۸۵۰ توسط جان لورنس اسمیت، یکی از اعضای هیئت علمی دانشگاه تولین (که بعدها کالج پزشکی لوئیزیانا نام گرفت) اختراع شد.
این میکروسکوپ برای مشاهدهٔ سلول‌ها یا ارگانیسم‌های زنده در یک ظرف نسبتاً بزرگ (مثل بالن کشت بافت)، در شرایطی خیلی طبیعی تر از اسلایدهای شیشه‌ای در میکروسکوپ‌های معمولی، استفاده می‌گردد.
میکروسکوپ وارونه همچنین در شرایطی مانند زمانی که نیاز به دستکاری نمونه‌ها داریم یا در مواقعی که به فضای بالای نمونه احتیاج است مثلاً برای بازوهای مکانیکی و ابزارهای کوچک نگهداری و دستکاری نمونه، در برنامه‌های کاربردی وابسته به فن استخراج و ذوب فلزات استفاده می‌شود. به صورتی که عملیات روی نمونه در محلی بالای صفحه انجام گیرد تا برای عدسی‌های شیئی که زیر نمونه‌اند، قابل رویت باشد.
صفحه نمونه در میکروسکوپ وارونه همواره ثابت است و فوکوس آن با تنظیم عدسی‌ها بوسیلهٔ حرکت دادن عدسی‌های شیئی در امتداد محور عمودی انجام می‌شود تا عدسی‌ها به نمونه نزدیک یا دور شوند. مکانیسم فوکوس توسط دو پیچ متحد المرکز انجام می‌شود تا تنظیم راحت و درست باشد.
باتوجه یه اندازه میکروسکوپ، ممکن است ۴ تا ۶ عدد عدسی شیئی با بزرگنمایی‌های مختلف در محور گردان نصب شده‌است.
همچنین می‌تواند دارای لوازم فرعی مثل نگه دارنده، دوربین فیلمبرداری، نور فلورسانس، اسکن هم‌کانون و لوازم کاربردی دیگر باشد.